# Hans Müller (ingenjör)
Hans Müller, född 1902, död 1968, var en tysk ingenjör som var specialiserad på tvåtaktsmotorer. Han utvecklade bland annat tvåtaktsmotorer för Saab.
Müller var verksam på Auto Union och DKW före och under andra världskriget. Efter andra världskriget bosatte han sig i Andernach am Rhein och startade den egna ingejörsfirman. I den egna firman utvecklade han motorer för motorcyklar, båtar, lätta flygplan och personbilar. Bland annat utvecklade en V6-motorn med tvåtakt som blivit känd som "Müller-Andernach-Motor".
Hans Müller konstruerade den första Saab-motorn för serietillverkning som användes i Saab 92. Han konstruerade även motorer för Saab 93, Saab GT750 och Saab 96. Hans Müller konstruerade båt- och mopedmotorer för Nymansbolagen. Müller tog bland annat fram motorn för Nymansbolagens Autoped.